# Glenn Hardin
Glenn Foster "Slats" Hardin, (né le 1er juillet 1910 à Derma, Mississippi et décédé le 6 mars 1975 à Bâton-Rouge, Louisiane) est un athlète américain spécialiste du 400 m haies vainqueur du titre olympique en 1936 et ancien détenteur du record du monde entre 1932 et 1953.

## Carrière
Repéré pour ses capacités athlétiques sur 220 et 440 yards haies à la Greewood High School, en Louisiane, Glenn Hardin obtient une bourse d'études pour l'Université d'État de Louisiane, à Bâton-Rouge. Malgré de remarquables performances sur le 400 m plat, il décide de concentrer ses efforts sur les haies. En 1932, il remporte la médaille d'argent des Jeux olympiques de Los Angeles et établit un nouveau record du monde du 400 m haies en 52 s 0. Dominateur dans cette épreuve au début des années 1930, il abaisse ce record à deux autres reprises en 1934 en réalisant 51 s 8 à Milwaukee puis 50 s 6 à Stockholm. Cette dernière performance ne sera améliorée que 21 ans plus tard en 1953.
Entre 1932 et 1936, Hardin remporte trois titres de l'Amateur Athletic Union, ainsi que les championnats universitaires américains 1933 et 1934. Il confirme son statut de favori en 1936 en s'imposant en finale des Jeux olympiques de Berlin où il devance le Canadien John Loaring de 3 dixièmes de secondes. Il met un terme à sa carrière sportive à l'issue de cette compétition, sans avoir connu la défaite de 1932 à 1936.

## Palmarès

### Jeux olympiques
- Jeux olympiques d'été de 1932 à Los Angeles :
  -  Médaille d'argent du 400 m haies.
- Jeux olympiques d'été de 1936 à Berlin :
  -  Médaille d'or du 400 m haies.

### Records
- Record du monde du 400 m haies en 52 s 0 le 1er août 1932 à Los Angeles (amélioration du record de Morgan Taylor)
- Record du monde du 400 m haies en 51 s 8 le 30 juin 1934 à Milwaukee
- Record du monde du 400 m haies en 50 s 6 le 26 juillet 1934 à Stockholm